# Théocrite
Œuvres principales
- Idylles

Théocrite (en grec ancien Θεόκριτος / Theókritos), né vers 310 et mort vers 250 av. J.-C., est un poète grec, auteur de mimes (imitations comiques du langage ou des gestes), d'idylles pastorales et de contes épiques. Il était considéré comme l'un des sept poètes de la Pléiade poétique (IIIe siècle av. J.-C.). Théocrite a été imité par Virgile ; en France, il a été l'un des maîtres des poètes parnassiens, en particulier de Leconte de Lisle, qui a traduit plusieurs de ses idylles et s'est inspiré de lui dans ses Poèmes antiques. 

## Biographie
Les renseignements biographiques que nous avons sur Théocrite sont minces. De son propre aveu (Idylle 28), il est né à Syracuse, en Sicile. Dans l’Idylle 11, il appelle « son voisin » le Cyclope sicilien Polyphème. Il consacre une épigramme à son compatriote Épicharme pour une statue.
Il aurait essayé de faire des études de médecine à Cos, avec comme condisciple Nicias, poète et médecin originaire de Milet, habitant dans l'île, mais son choix se porta finalement sur la littérature, et il y suit l'enseignement du poète Philétas (mort en 283), précepteur de Ptolémée II Philadelphe et poète très respecté par les Anciens. L’œuvre de Théocrite atteste d'une grande connaissance des mythes de cette région.
Il essaye de se mettre sous la protection du tyran Hiéron II de Syracuse, dont il vante les mérites dans l'Idylle 16. L'allusion au soutien à une guerre contre les Carthaginois, permet de dater ce poème de 275 av. J.-C.
N'obtenant pas la protection voulue, il s'attache à la cour de Ptolémée II à Alexandrie, où il fréquente également les cercles poétiques à la mode. Dans l'Idylle 17, il chante les louanges du roi d’Égypte et de sa sœur-épouse, Arsinoé . Là, il connaît peut-être Callimaque et se lie avec le poète Aratos, à qui il dédie sa sixième Idylle.  Théocrite écrit idylles et épigrammes, évoquant notamment les campagnes siciliennes et s'inspirant des chants amœbées traditionnels. Ce faisant, il crée un genre nouveau littéraire, la bucolique.
Nous ignorons la date de sa mort.

## Œuvres
Théocrite est considéré comme le créateur de la poésie bucolique grecque. Son œuvre nous est parvenue essentiellement par des manuscrits. En sont conservés :
- 22 épigrammes composées en distiques élégiaques, préservées dans l’Anthologie grecque ;
- une sorte de calligramme, la syrinx, où la disposition des vers évoque la flûte de pan (en grec σῦριγξ / syrinx) ;
- un ensemble de poèmes qualifiés, depuis la période romaine, d'« idylles » — en grec εἰδύλλια / eidullia (de εἶδος / eidos, « forme »), c'est-à-dire des « petits poèmes », composés pour la plupart en hexamètres dactyliques. Ce titre collectif d’Idylles ne doit pas laisser croire que les poèmes de Théocrite sont tous d'inspiration champêtre ; en réalité, une idylle désigne simplement une courte pièce de vers ; sous ce titre, l'inspiration de Théocrite a été infiniment variée, puisqu'on distingue des bucoliques (idylles pastorales I, et IV à XI), des mimes lyriques (II et III) et dramatiques (XIV et XV), et des contes épiques (XIII, XXII, XXIV, XXV)[6].

Jean-Marie Pelt signale dans une de ses conférences que Théocrite eut l'intuition de la sexualité des plantes, mais que son propos passa inaperçu au milieu de quelques autres inexacts du même auteur. 

### Les idylles pastorales
Les Idylles pastorales mettent en scène des bergers qui ne sont pas des personnages de convention, mais de véritables pâtres, bouviers ou moissonneurs au langage fruste, peints dans un art vigoureusement réaliste ; ce petit peuple des campagnes chante ses amours, ses troupeaux et le maquis ensoleillé de la Sicile en s'accompagnant de l'humble syrinx, ce modeste pipeau fait de roseaux. Le chant est parfois l'occasion d'un concours entre bergers dans une sorte de dialogue lyrique en vers amœbées entremêlés çà et là de grosses injures : tel est le cas dans les idylles IV (Les pâtres) et V (Le chevrier et le berger). Ailleurs, les bergers chantent à tour de rôle un long couplet lyrique pour montrer leur talent.

### Les contes épiques
Dans le genre de l'épyllion, Théocrite a su éviter l'érudition des allusions mythologiques, et peindre avec naturel la vie commune. Dans les légendes qui servent de simples canevas à ses contes, les dieux ou les héros, Hylas (XIII), Héraclès enfant (XXIV) ou les Dioscures (XXII) n'ont rien de divin ; leurs sentiments et leurs attitudes sont traités avec un réalisme familier : Pollux est un bel athlète versé dans l'art du pugilat et qui possède une éducation de galant homme ; Hylas évoque le mystère des rivages inhabités dans les contrées lointaines où les Argonautes ont amarré au crépuscule leur navire ; cet adolescent cher à Héraclès part à la recherche d'un point d'eau et tombe dans la source, victime des nymphes, tandis qu'Héraclès renonce à la quête de la Toison d'Or et s'enfonce dans les forêts profondes : hurlant le nom de son ami disparu, il incarne toute la violence de la douleur humaine.

### Les mimes lyriques et dramatiques
Ils comptent parmi les poèmes les plus attachants de Théocrite ; tels sont Les Magiciennes (II), L'Amour de Kynisca (XIV) et surtout Les Syracusaines ou les Femmes à la fête d'Adonis (XV). Le poète peint en croquis rapides les rues d'Alexandrie qui fourmillent de monde le jour de la fête d'Adonis ; il campe avec une grande fraîcheur d'accent deux amies, Praxinoa, la commère syracusaine vive et hardie qui déblatère contre son mari, et en contraste, Gorgo, discrète et timorée.

## Traductions
Théocrite a été traduit en vers latins par Helius Eobanus Hessus. Ce volume, petit in-8° publié à Bâle en 1531, est l’œuvre d’un philologue habile, mais d’un poète médiocre. Il y a de la fidélité dans la traduction, mais l’expression manque de grâce et de couleur.
Hilaire-Bernard de Longepierre, auteur de Médée, tragédie qui est restée au théâtre, a traduit les quinze premières idylles. Les vers sont mauvais et aujourd’hui oubliés ; les notes sont bonnes quoiqu'un peu longues : elles ont mérité les éloges des philologues allemands, et si leur rédaction, souvent diffuse, les rend ennuyeuses à lire, elles offrent cependant des éclaircissements curieux.
Michel Paul Guy de Chabanon a tour à tour traduit et imité quelques idylles de Théocrite. La sécheresse et la raideur sont les défauts de son œuvre ; les notes seules ont survécu : elles sont utiles et pleines d’une science rendue avec facilité.
Après cette mauvaise traduction en parut une autre en prose plus mauvaise encore par P. L. C. Gin, ancien jurisconsulte. Le style en est diffus et c’est son moindre défaut : la langue française, l’orthographe et la syntaxe même y sont violées à toutes les lignes.
Théocrite trouva enfin un traducteur en la personne de Julien Louis Geoffroy. Mais l’habile critique chercha surtout à plaire ; l’élégance fut son principal but : pour faire lire Théocrite à des Français, il l’arrangea, il supprima les passages qu’il ne put pas rendre aimables, il amplifia la comparaison, il tailla les phrases à la française ; il éluda ainsi les difficultés sérieuses et changea le caractère général, la physionomie du poète. Du reste Geoffroy a pris soin de nous avertir de ces licences, dictées par de bonnes intentions, dans une longue préface écrite tout entière avec le style et la rhétorique de l’ancien professeur d’éloquence au collège Mazarin : « Cependant, nous dit-il, la bonne foi me fait un devoir de déclarer que, d’après les principes de Cicéron et d’Horace, je me suis plus attaché à rendre l’esprit de Théocrite qu’à compter ses mots. J’ai même osé sacrifier à notre gout et à nos mœurs quelques traits trop choquants pour des lecteurs français, convaincu que ces retranchements témoignaient à la fois mon respect pour Théocrite et pour le public. Mais pour ne rien faire perdre aux amateurs et pour justifier mes libertés aux gens de goût, ce que j’enlève au texte, je le restitue dans les notes. Je sais qu’une pareille témérité eût été regardée autrefois comme un sacrilège, mais la superstition n’est plus à la mode. Si les anciens sont des dieux, le culte qui les honore le mieux c’est un culte raisonnable, et le traducteur le plus irréligieux sera toujours celui qui par une exactitude aveugle et servile immole sa divinité à la risée des impies. »
Geoffroy a tenu toutes ses promesses. Sa traduction est une belle infidèle.
Parmi nos contemporains, M. Didot a mis en vers avec une exactitude scrupuleuse la traduction déjà très fidèle de Jean-Baptiste Gail. M. Cros a publié en 1832 un travail fait selon les mêmes principes. Ce système de traduction littérale et vers par vers a été tenté et consacré par d’heureux essais dans des langues étrangères. La langue allemande, plus riche que la nôtre, douée de combinaisons assez puissantes pour créer des mots nouveaux, maniée en outre habilement par Johann Heinrich Voß, a pu rendre les chefs-d’œuvre de la littérature ancienne dans leurs moindres détails ; mais jusqu’ici notre langue française, malgré les efforts de Delille, de Didot de Cros et de beaucoup d’autres, n’a pu reproduire avec leurs qualités essentielles les chefs-d’œuvre de l’antique poésie.
Les Anglais possèdent deux traductions en vers de Théocrite, toutes deux également remarquables à des titres différents ; celle de Francis Fawkes et celle de Richard Polwhele.
Les Italiens citent avec orgueil une longue liste de traducteurs de Théocrite : Antonio Maria Salvini, Cesare Gaetani della Torre, Luca Antonio Pagnini, Bernardo Zamagna.
Enfin les Allemands possèdent, outre les traductions en prose par Grillo et Karl August Kütner, une excellente traduction en vers par Ernst-Christoph Bindemann (1793) et celle de Voß, qui est un chef-d’œuvre poussé à un point de perfection qu’il est difficile de surpasser.

#### Traductions
- Les Idylles de Théocrite, suivie de ses inscriptions, traduites en vers français, par Firmin Didot ; Paris, Typographie de Firmin Didot Frères, 1833
- L'Oaristys, trad. du grec par André Bellesort, Paris, Édouard Pelletan, 1896
- Les Syracusaines, trad. du grec par A. Bellesort, Paris, Édouard Pelletan, 1900
- Idylles, trad. par Philippe-Ernest Legrand, in Bucoliques grecs, Les Belles Lettres, t. I, 1925
- Toute l’Idylle, présenté par Maurice Chappaz, traduit du grec par Maurice Chappaz et Éric Genevay, Orphée, 1991
- Idylles bucoliques, trad. du grec par Alain Blanchard, Paris, L'Harmattan, 2010
- Les Magiciennes et autres Idylles, trad. du grec ancien et éd. par Pierre Vesperini, Paris, Gallimard, 2021.

#### Études
- Marguerite Yourcenar, La Couronne et la lyre, Paris, Gallimard, 1979, 486 p., p. 315 à 328.
- Suzanne Saïd, Monique Trédé et Alain Le Boulluec, Histoire de la littérature grecque, Paris, Presses universitaires de France, coll. « Premier Cycle », 1997 (ISBN 2130482333 et 978-2130482338)
- Philippe-Ernest Legrand Étude sur Théocrite, [thèse pour le doctorat] Paris, 1898,   A. Fontemoing, 442 p.lire en ligne sur Gallica